# Phòng trưng bày Kysucká
Phòng trưng bày Kysucká (tiếng Slovakia: Kysucká galéria), viết tắt là KG, là một phòng trưng bày khu vực tọa lạc ở làng Oščadnica, vùng Žilina, Slovakia. Phòng trưng bày tập trung vào hoạt động sưu tầm nghệ thuật hiện đại và đương đại với trọng tâm là các tác phẩm nghệ thuật của các nghệ sĩ người gốc vùng Kysuce và các nghệ sĩ tiêu biểu của mỹ thuật Slovakia.

## Lịch sử
Phòng trưng bày Kysucká ở Oščadnica được thành lập vào năm 1981 theo khởi xướng của Anton Blahu và mười hai nghệ sĩ, bao gồm Stanislav Biroš, Miroslav Cipár, Anton Čutek, Milan Greguš, František Hübel, Vojtech Ihriský, Milan Mravec, Pavol Muška, František Ondro, Milan Paštéka, Jozef Sušienka, và Ondrej Zimka. Bộ sưu tập cơ sở của phòng trưng bày là 66 tác phẩm được quyên góp từ cuộc triển lãm "Lời chào quê hương của các nghệ sĩ" diễn ra vào năm 1975. Một trong những bổ sung quan trọng nhất vào bộ sưu tập của phòng trưng bày là quà tặng của Anton Blahu và vợ ông là Mária Blahová nhân dịp kỷ niệm 20 năm thành lập phòng tranh vào năm 2001. Năm 2016, nhân kỷ niệm 35 năm thành lập KG, họ đã tặng phòng trưng bày khoảng 40 tác phẩm nghệ thuật từ bộ sưu tập tư nhân của mình.